# گیلاتالا
گیلاتالا (به لاتین: Gilatala) یک روستا در بنگلادش است که در ناحیه پیروج‌پور واقع شده است.